# Acianthera pubescens

Acianthera pubescens é  uma espécie de orquídea (Orchidaceae) que existe do México à Argentina. No Brasil, há registros para os estados do sul, além de São Paulo, Rio de Janeiro, Mato Grosso do Sul e Bahia. São plantas de tamanho médio, com caules aproximadamente do mesmo tamanho das folhas, estas lanceoladas de tons verdes variáveis, ou pintalgadas, ou inteiramente púrpura; inflorescência mais curta que as folhas com cerca de oito flores multicoloridas, de cores variáveis, onde predominam o verde ou branco, normalmente com muitas listas púrpura.
Espécie de mais ampla dispersão entre as plantas deste gênero, pois existe provavelmente existe em todos os países da América Latina, exceto Chile e Uruguai, sua variabilidade é muito grande e por esta razão tem diversos sinônimos. Alguns deles possivelmente, como a A. smithiana que tem inflorescênca muito curta com flores de labelo com calos bastante diferentes, e a A. janeirensis, com flores muito mais claras, estreitas e menos abertas, em inflorescência mais ereta, seriam meritórios de serem espécies por sua morfologia cuja diferença é maior do que seria de se considerar dentro da variabilidade de uma espécie.

## Publicação e sinônimos

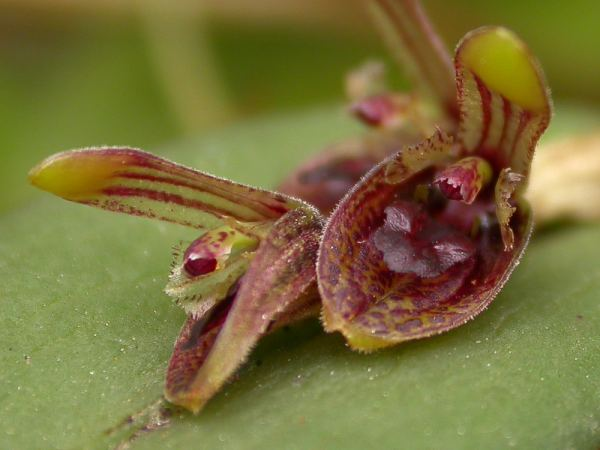
Pleurothallis smithiana

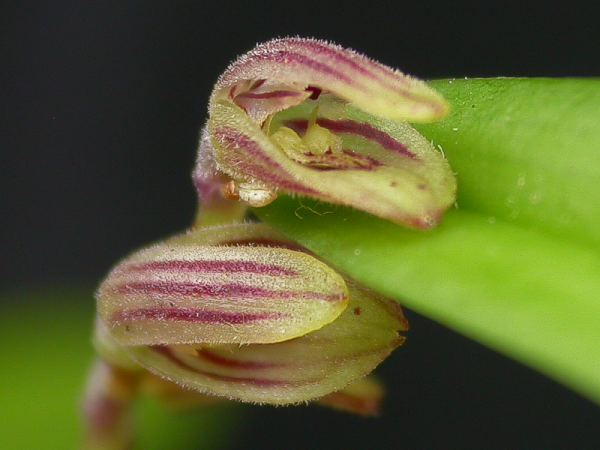
Pleurothallis janeirensis

- Acianthera pubescens (Lindl.) Pridgeon & M.W.Chase, Lindleyana 16: 245 (2001).

Sinônimos homotípicos:
- Pleurothallis pubescens Lindl., Companion Bot. Mag. 2: 355 (1837).
- Humboltia pubescens (Lindl.) Kuntze, Revis. Gen. Pl. 2: 668 (1891).

Sinônimos heterotípicos:
- Pleurothallis vittata Lindl., Edwards's Bot. Reg. 24(Misc.): 73 (1838).
- Pleurothallis smithiana Lindl., Edwards's Bot. Reg. 29(Misc.): 557 (1843).
- Pleurothallis polystachya A.Rich. & Galeotti, Ann. Sci. Nat., Bot., III, 3: 16 (1845).
- Pleurothallis bufonis Klotzsch, Allg. Gartenzeitung 22: 225 (1854).
- Pleurothallis truxillensis Rchb.f., Bonplandia (Hannover) 2: 25 (1854).
- Pleurothallis janeirensis Barb.Rodr., Gen. Spec. Orchid. 2: 29 (1881).
- Pleurothallis rio-grandensis Barb.Rodr., Gen. Spec. Orchid. 2: 28 (1881).
- Pleurothallis rio-grandensis var. viridicata Barb.Rodr., Gen. Spec. Orchid. 2: 30 (1881).
- Pleurothallis janeirensis var. viridicata Barb.Rodr., Gen. Spec. Orchid. 2: 30 (1882).
- Pleurothallis coriacea Bello, Anales Soc. Esp. Hist. Nat. 12: 116 (1883).
- Humboltia bufonis (Klotzsch) Kuntze, Revis. Gen. Pl. 2: 667 (1891).
- Humboltia polystachya (A.Rich. & Galeotti) Kuntze, Revis. Gen. Pl. 2: 668 (1891), nom. illeg.
- Humboltia smithiana (Lindl.) Kuntze, Revis. Gen. Pl. 2: 668 (1891).
- Humboltia truxillensis (Rchb.f.) Kuntze, Revis. Gen. Pl. 2: 668 (1891).
- Humboltia vittata (Lindl.) Kuntze, Revis. Gen. Pl. 2: 668 (1891).
- Pleurothallis rio-grandensis var. longicaulis Cogn. in C.F.P.von Martius & auct. suc. (eds.), Fl. Bras. 3(4): 542 (1896).
- Pleurothallis smithiana var. viridicata Cogn. in C.F.P.von Martius & auct. suc. (eds.), Fl. Bras. 3(4): 533 (1896).
- Pleurothallis mandibularis Kraenzl., Vidensk. Meddel. Naturhist. Foren. Kjøbenhavn 71: 169 (1920).
- Pleurothallis bourgeaui Kraenzl., Ark. Bot. 16(8): 15 (1921).
- Pleurothallis porphyrantha Kraenzl., Ark. Bot. 16(8): 10 (1921).